# Arctostaphylos media
Arctostaphylos media är en ljungväxtart som beskrevs av Edward Lee Greene. Arctostaphylos media ingår i släktet mjölonsläktet, och familjen ljungväxter. Inga underarter finns listade i Catalogue of Life.